# Monnois

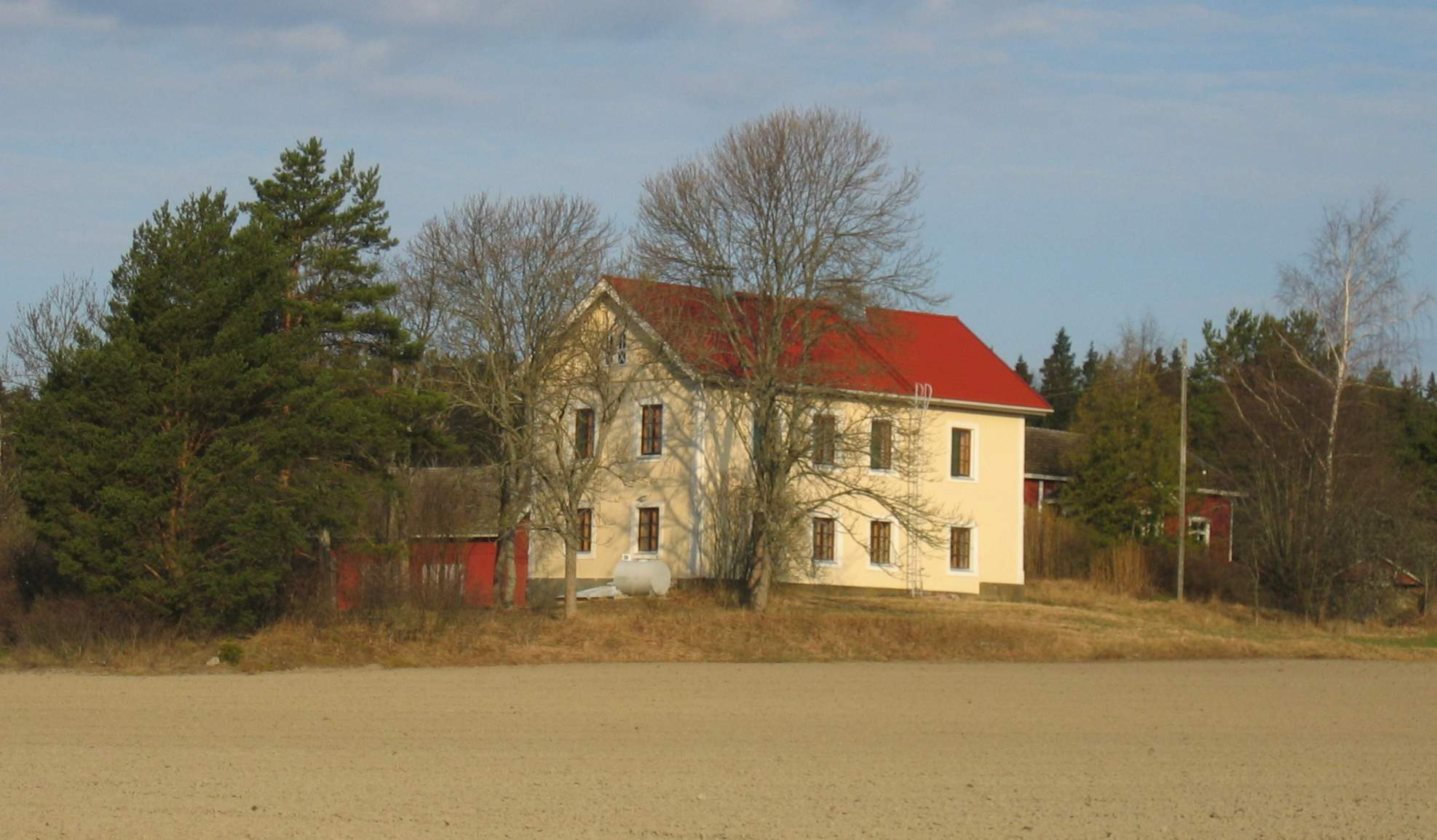
Monnois gård idag

Monnois (finska Monnoinen) är en gård i Lemo (idag Masku) som har medeltida anor och en huvudbyggnad som är från 1500-talet. Den ligger på den sedan medeltiden upplandade Lemovikens norra strand.
År 1413 förnyade och stadfäste biskop Magnus II Tavast av Åbo ärkedjäkneämbetet vid Åbo domkapitel. Ämbetet hade inrättats av hans företrädare Bero Balk men biskop Magnus utökade ämbetets försörjning med bland annat Monnois i Lemo. Äganderätten till gården behandlades i landsrätten år 1437. Av protokollet framgår att hustru Thona som ägde godset omkring år 1387 skänkte Monnois till Nousis kyrka för sin och sin drunknade sons själs frälsning. För att finansiera gjutningen av kyrkans stora klocka sålde församlingen omkring 1407 godset till den dåvarande ärkedjäknen Magnus Tavast, som gav det under ärkedjäknebordet. Godset låg där ännu vid medeltidens slut.

Granngården i öster, Niittukartano, hade legat under biskopsbordet men gjordes omkring 1555 till en kunglig avelsgård och till den anslöts även Monnois. År 1557 blev gårdarna säte för det omgivande fögderiet. Monnois blev centrum i fögderiet och försågs med flera nya byggnader. Redan 1562 underlades Monnois och Niittukartano kungsgården Saris i Mietois men då avelsgårdarna snart lades ned kunde ägaren till Nynäs, Anna Hogenskild, år 1565 byta till sig de två gårdarna i Lemo. År 1569 fick Monnois också säterifrihet. År 1586 murades två stenkällare på gården och det är troligen de samma som den nuvarande huvudbyggnaden vilar på. Sonen Hogenskild Bielke ärvde godsen i Lemo 1590 och det kan vara han som lät bygga den murade våningen i sten ovanpå källaren. I bottenvåningen fanns två källarrum varav det ena var välvt. I den första våningen fanns ursprungligen en farstu, en kammare och en storstuga. Av politiska skäl miste Hogenskild Bielke alla sina gods 1600 och 1605.
Redan 1610 gavs Monnois som förläning åt riksrådet Abraham Leijonhufvud och efter hans död 1618 underställdes godset rikskanslern Axel Oxenstiernas friherrskap och därefter hans arvingar. År 1681 reducerades Monnois till kronan och tilldelades först amiralitetskollegiet men efter några år Åbo läns infanteriregemente. År 1700 gjordes Monnois till ett säterirusthåll. Gården led stor skada under Stora nordiska kriget och någon gång under 1700-talet uppfördes en andra bostadsvåning i tegel medan man i stugan i första våningen avdelade två små kammare.

## Övrigt
Vid Monnois finns Oukkulanlahti, ett våtmarksområde inom Natura 2000 med ett fågeltorn som är tillgängligt längs en stig som utgår strax intill gården.
Monnois har i litteraturen sammanblandats med Manna i Lemo, Munnuinen i Virmo och Monnoinen i S:t Karins.